# Rudnieve, Putîvl
Rudnieve (în ucraineană Руднєве) este o comună în raionul Putîvl, regiunea Sumî, Ucraina, formată numai din satul de reședință.

## Demografie
Componența lingvistică a comunei Rudnieve
     Rusă (76,04%)
     Ucraineană (22,92%)
     Alte limbi (0,65%)
Conform recensământului din 2001, majoritatea populației comunei Rudnieve era vorbitoare de rusă (76,04%), existând în minoritate și vorbitori de ucraineană (22,92%).